# Serrat de l'Avellanosa
El Serrat de l'Avellanosa és una serra situada al municipi de les Valls de Valira a la comarca de l'Alt Urgell, amb una elevació màxima de 1.921 metres.